# Готт, Владимир Спиридонович
Влади́мир Спиридо́нович Готт (20 сентября 1912, Харбин — 2 июня 1991, Москва) — советский философ, доктор философских наук, заслуженный деятель науки РСФСР.

## Биография
Окончил Харьковский механико-машиностроительный институт и позже аспирантуру Украинского физико-технического института. В 1940 году защитил кандидатскую диссертацию по теме «Методы получения больших ионных токов».
Участник Великой Отечественной войны. Закончил военную службу в звании капитана.
С 1957 года являлся заведующим кафедрой философии Московского инженерно-физического института. В 1962 году защитил докторскую диссертацию по теме «В. И. Ленин и некоторые философские вопросы современной физики». C 1970 по 1991 год являлся главным редактором журнала «Философские науки». С 1985 года работал на кафедре философии Академии общественных наук при ЦК КПСС. В. С. Готт вместе с Э. П. Семенюком и А. Д. Урсулом разработал гносеологическую концепцию общенаучных категорий и средств познания.

## Основные труды
- В. С. Готт, А. Ф. Перетурин Симметрия и асимметрия как категории познания. — Cимметрия, инварианткость, структура. Философские очерки. — М., 1967, с. 7;
- В. С. Готт Философские вопросы современной физики. — М., Высшая школа, 1967. — 295 с.;
- В. С. Готт,  Философские вопросы современной физики. — М., Высшая школа, 1988. — 295 с.;
- В. С. Готт, А. Д. Урсул Союз философии и естествознания. — М., Знание, 1973. — 63 с.;
- В. С. Готт Удивительный неисчерпаемый познаваемый мир. — М., Знание, 1974. — 221 с.;
- В. С. Готт, В. С. Тюхтин, Э. М. Чудинов Философские проблемы современного естествознания. — М., Высшая школа, 1974. — 264 с.;
- В. С. Готт, Ф. В. Недзельский Диалектика прерывности и непрерывности в физической науке. — М., Мысль, 1975. — 207 с.;
- В. С. Готт Философский анализ эволюции физической картины мира // Философские основания естественных наук. М., 1976;
- В. С. Готт, Ф. М. Землянский Диалектика развития понятийной формы мышления (Анализ становления различных понятийных форм). — М., Высшая школа, 1981. — 319 с.;
- В. С. Готт Материальное единство мира и современная физика // Ленинское философское наследие и современная физика. М.,1981;
- В. С. Готт, Э. П. Семенюк, А. Д. Урсул Категории современной науки: (Становление и развитие). — М., Мысль, 1984. — 268 с.;
- В. С. Готт, В. Г. Сидоров Философия и прогресс физики. — М., Знание, 1986. — 189 с.;